# Петроло (Пистоја)
Петроло је насеље у Италији у округу Пистоја, региону Тоскана.
Према процени из 2011. у насељу је живело 69 становника. Насеље се налази на надморској висини од 403 м.